# Céligny
Céligny – gmina (fr. commune; niem. Gemeinde) w Szwajcarii, w kantonie Genewa.
Gmina leży nad Jeziorem Genewskim i składa się z dwóch eksklaw kantonu, z czego jedna eksklawa (mniejsza) jest zarazem enklawą kantonu Vaud. Ta mniejsza eksklawa składa się jedynie z trzech posiadłości: La Grande-Coudre, La Petite-Coudre i La Forétalle. Druga eksklawa, znacznie większa, chociaż z trzech stron otoczona jest terenami kantonu Vaud, z czwartej strony opiera się o brzeg Jeziora Genewskiego, przez które graniczy wprost z Francją, przez co nie ma statusu enklawy.

## Demografia
W Céligny mieszkają 792 osoby. W 2020 roku 31,4% populacji gminy stanowiły osoby urodzone poza Szwajcarią.

## Transport
Przez teren gminy przebiegają autostrada A1 i droga główna nr 1, a także linia kolejowa Genewa - Lozanna.